# Novokuznetskaja
Novokuznetskaja (ryska: Новокузнецкая) är en tunnelbanestation på Zamoskvoretskajalinjen i Moskvas tunnelbana. 
Byggandet av stationen började 1938 och pågick under kriget. Stationen öppnade 1943. Stationen är tillägnad de ryska soldaterna; bland dekorationerna finns sju åttkantiga takmosaiker med andra världskrigets krigsindustri som tema. Längs takets nederkant finns basreliefer som avbildar Röda armésoldater i strid. Likaså pryds de rosa och vita pylonerna med bronsporträtt av krigshjältar som Michail Kutuzov och Alexander Nevskij. De magnifika vita marmorbänkarna som kantar plattformen hämtades hit från Kristus Frälsarens katedral innan denna revs.

## Byte
Novokuznetskaja har en gångpassage till stationen Tretjakovskaja där Kaluzjsko-Rizjskajalinjen och Kalininskajalinjen stannar.

## Galleri

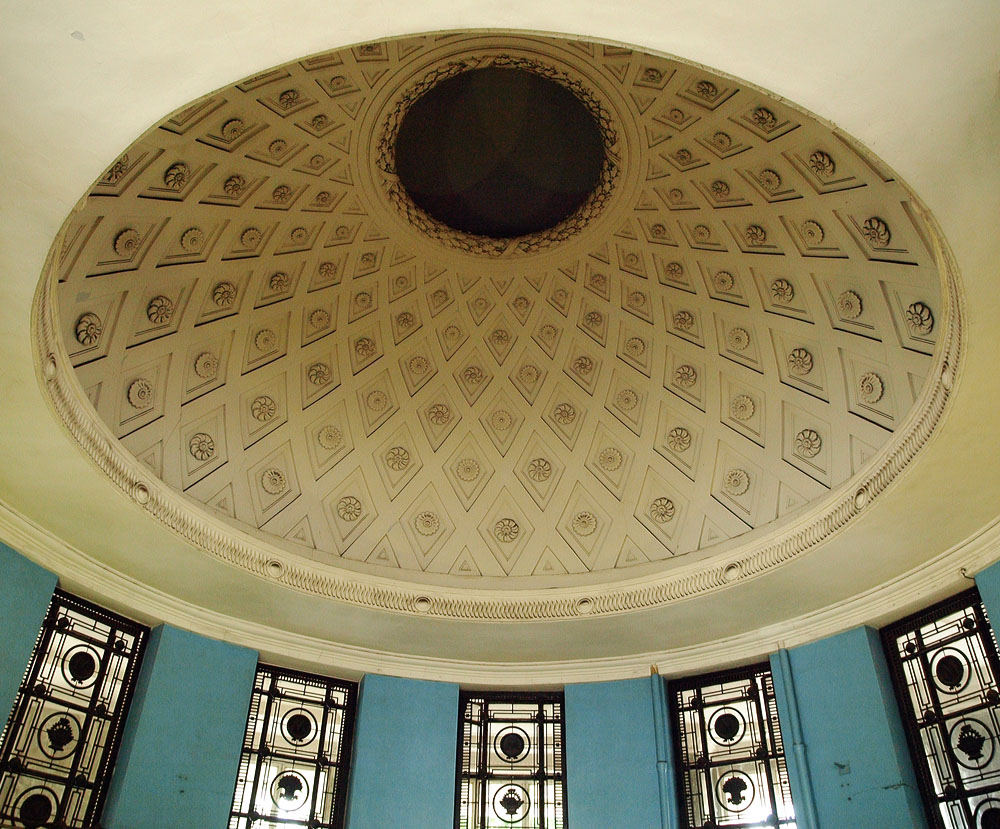
Kupol i entréhallen.
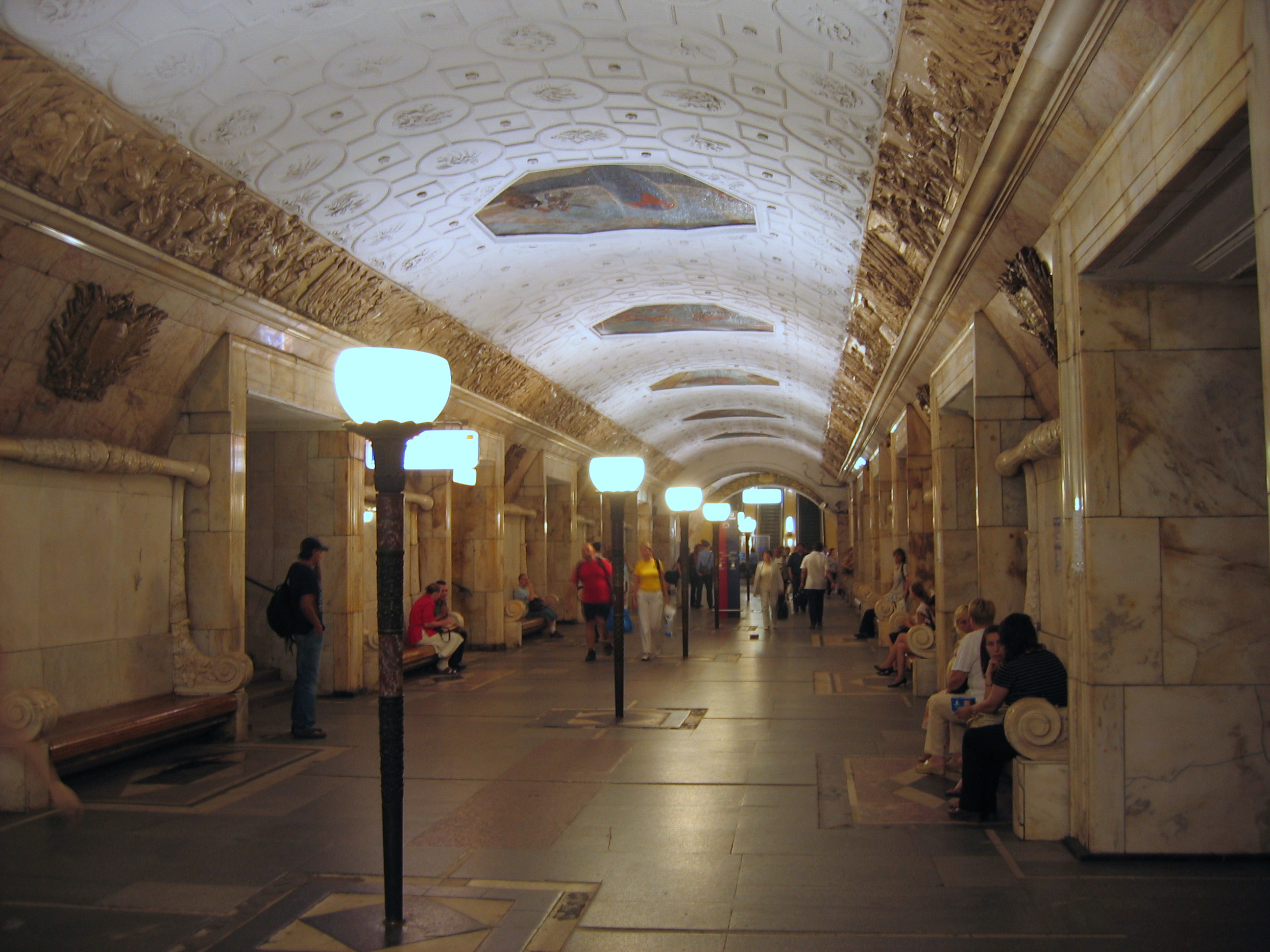
Centralhallen.
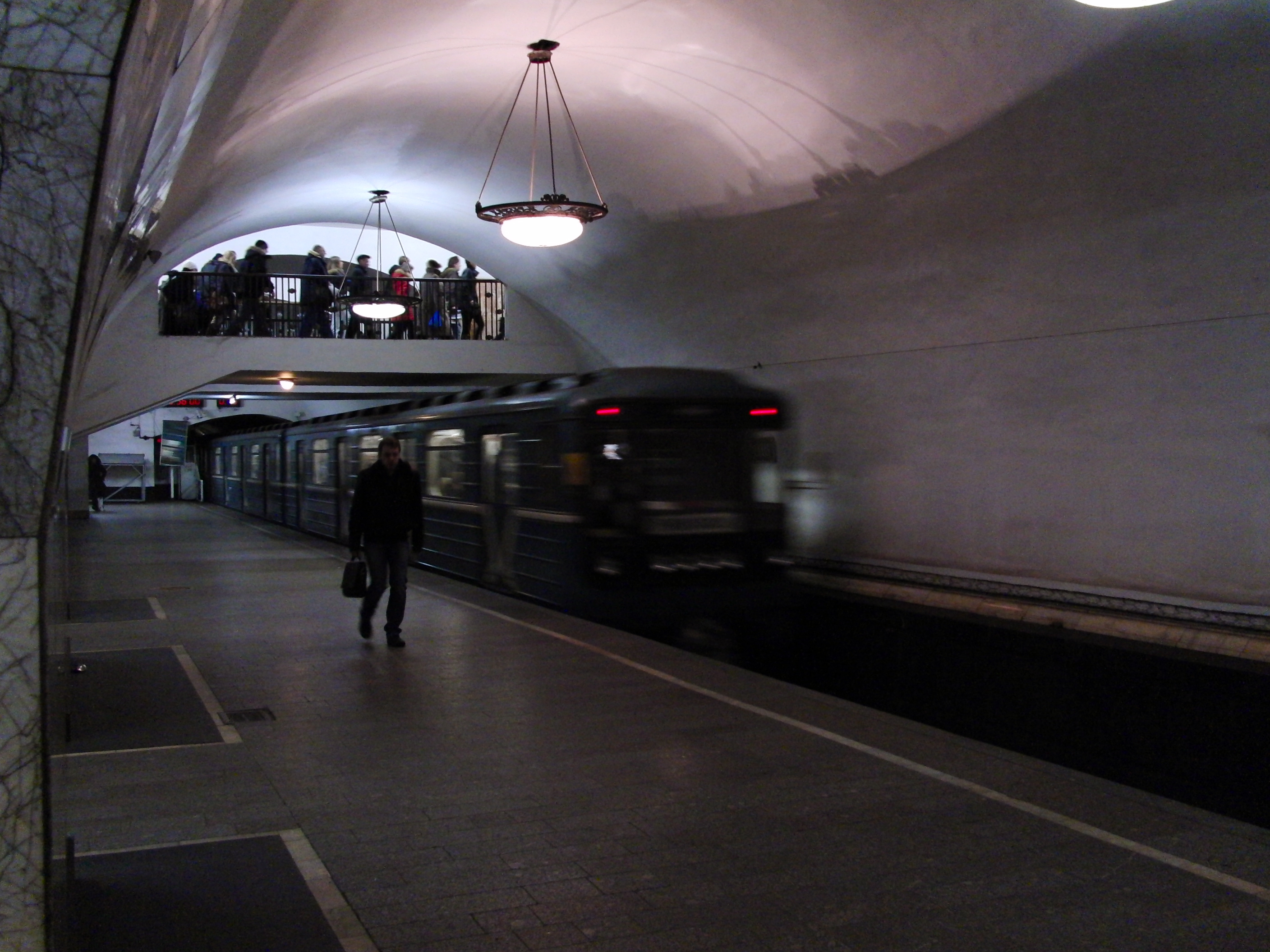
Plattform.